# Петров, Георгий (болгарский юрист)
Георгий Петров Драгиев (болг. Георги Петров Драгиев; 1891, Стара-Загора — 1959, София) — болгарский политик и юрист. Социал-демократ, затем коммунист. Участник Сентябрьского восстания, адвокат активистов БКП. Был главным обвинителем в Народном суде 1944—1945, нёс ответственность за многочисленные смертные приговоры.

## Социалист и коммунист
В 18-летнем возрасте присоединился к социал-демократической партии (широких социалистов). 
Участвовал в Первой мировой войне. 
В 1920 возглавил социал-демократическую партийную организацию партии в Стара-Загоре. Одновременно работал адвокатом.
В 1923 Георгий Петров примкнул к коммунистам, участвовал в Сентябрьском восстании, входил в отряд радикального коммуниста Петко Енева. После подавления восстания правительством Александра Цанкова был арестован, некоторое время находился в тюрьме. В качестве адвоката защищал коммунистов на судебных процессах. Неоднократно арестовывался и подвергался изоляции.

## Партийный обвинитель
В декабре 1944 — апреле 1945 Петров являлся главным обвинителем в Народном суде. Выполнял установки БКП, требовал максимально жёстких вердиктов. Способствовал вынесению более чем 2,5 тысяч смертных приговоров.

Кто-то скажет: что такое 2875 или 3000 смертных приговоров рядом с огромными, в десятки тысяч, жертвами, которые наша славная Рабочая Партия (коммунисты) понесла в борьбе? Только недостаточно сознательный или недоразвитый член партии или сочувствующий может так ставить вопрос. Такие легкомысленно, вольно или невольно, отрицают и подрывают героическое историческое деяние Народного суда, одно из самых славных дел нашей партии.

Георгий Петров, доклад в ЦК РП (коммунисты) 3 июля 1945 года

## Заключительный этап карьеры
В 1946 возглавил Славянский комитет Болгарии. 
До 1948 председательствовал в Высшем адвокатском совете. В 1952—1954 — посол НРБ в ПНР.
В современной Болгарии деятельность Георгия Петрова оценивается в основном по его роли в Народном суде — органе политических репрессий.